# 1676

## Родени
- Шехсувар валиде султан, валиде султан
- 28 май – Джакопо Рикати, математик
- 28 май – Якопо Рикати, италиански математик
- 26 август – Робърт Уолпоул, британски държавник
- 19 декември – Луи-Никола Клерамбо, френски композитор

## Починали
- 14 януари – Франческо Кавали, италиански композитор (р. 1602 г.)
- 5 юли – Карл Густав Врангел, шведски фердмаршал
- 17 август – Ханс Якоб Кристофел фон Гримелсхаузен, немски писател (р. 1622 г.)